# Стецюк Григорій Йосипович
д-р Григо́рій Йосипович Стецю́к  (29 листопада 1887, с. Гнилички, нині Тернопільського району — 10 грудня 1971, м. Чикаго) — український правник, військовик, поручник УГА, громадський та освітній діяч, доктор права (1925).

## Життєпис
Народився 29 листопада 1887 року в с. Гнилички (Збаразького повіту, Королівство Галичини та Володимирії, Австро-Угорська імперія, нині Тернопільського району Тернопільської області, Україна).
У 1900—1909 роках навчався і закінчив Тернопільську українську гімназію імені Франца-Йосифа I, потім — у Львівському університеті.
Під час першої світової війни воював у складі війська Австро-Угорщини, згодом в складі УГА (отримав ранг сотника) в Галичині і на Східній Україні. У 1920—1922 роках перебував у польському таборі для інтернованих. З 1923 року — помічник адвоката у м. Підгайці. У 1925 році отримав ступінь доктора права та відкрив власну канцелярію. Очолював Підгаєцьку повітову філію товариства «Просвіта». У 1941—1944 роках — нотаріус у м. Бережани, голова окружного Українського Допомового Комітету. У 1944 році виїхав до Німеччини, у 1950 — до США.
Помер 10 грудня 1971 року в м. Чикаго.